# Valentina Raposo
Valentina Raposo Ruiz de los Llanos (* 28. Januar 2003 in Salta) ist eine argentinische Hockeyspielerin. Sie gewann mit der argentinischen Nationalmannschaft je eine Silber- und Bronzemedaille bei Olympischen Spielen.

## Sportliche Karriere
Valentina Raposo begann im Alter von fünf Jahren in Salta mit dem Hockeysport. Sie spielt für den Popeye BC in Salta.
Die Verteidigerin debütierte 2021 in der Nationalmannschaft und reiste nach zwei Länderspielen zu den Olympischen Spielen in Tokio, wo sie in allen acht Spielen eingesetzt wurde. Beim olympischen Turnier belegten die Argentinierinnen in ihrer Vorrundengruppe nur den dritten Platz. Mit einem 3:0-Sieg im Viertelfinale gegen die deutsche Mannschaft und einem 2:1-Halbfinalsieg über die Inderinnen erreichten die Argentinierinnen das Finale gegen die Niederländerinnen. Die Argentinierinnen unterlagen mit 1:3 und erhielten die Silbermedaille. Sie ist damit die erste Sportlerin aus der Provinz Salta, die eine olympische Medaille gewinnen konnte.
Im Jahr darauf erreichten die Argentinierinnen bei der Weltmeisterschaft in Terrassa mit einem Sieg im Shootout gegen die deutsche Mannschaft das Endspiel. Dort verloren sie mit 1:3 gegen die Niederländerinnen. 2023 trafen die Argentinierinnen im Finale der Panamerikanischen Spiele in Santiago auf das Team aus den Vereinigten Staaten und gewannen durch Tore von Agustina Gorzelany und Eugenia Trinchinetti mit 2:1. Bei den Olympischen Spielen 2024 in Paris verloren die Argentinierinnen im Halbfinale gegen die Niederländerinnen. Das Spiel um den dritten Platz gewannen sie im Shootout gegen die Belgierinnen. Raposo war in allen acht Spielen dabei.